# Digrammacris bifidus
Digrammacris bifidus är en insektsart som först beskrevs av Karsch 1896.  Digrammacris bifidus ingår i släktet Digrammacris och familjen gräshoppor. Inga underarter finns listade i Catalogue of Life.